# Catageus orientalis
Espèce
Synonymes
- Stygophrynus orientalis Seiter & Wolff, 2017

Catageus orientalis est une espèce d'amblypyges de la famille des Charontidae.

## Distribution
Cette espèce est endémique de Sulawesi en Indonésie. Elle se rencontre sur Banggai.

## Publication originale
- Seiter & Wolff, 2017 :  Stygophrynus orientalis sp. nov. (Amblypygi: Charontidae) from Indonesia with the description of a remarkable spermatophore. Zootaxa, no 4232(3), p. 397–408.